# Ćakwal
Ćakwal (pendżabski/urdu: چکوال‬) – miasto w Pakistanie, w prowincji Pendżab. W 2017 roku liczyło 138 146 mieszkańców.